# Takao (cruzador de 1930)
O Takao (高雄) foi um navio cruzador pesado operado pela Marinha Imperial Japonesa e a primeira embarcação da Classe Takao, seguido pelo Atago, Maya e Chōkai. Sua construção começou em abril de 1927 no Arsenal Naval de Yokosuka e foi lançado ao mar em maio de 1930, sendo comissionado na frota japonesa em maio de 1932. Era armado com uma bateria principal de dez canhões de 203 milímetros montados em cinco torres de artilharia duplas, tinha um deslocamento de mais de catorze mil toneladas e conseguia alcançar uma velocidade máxima de 35 nós.
O Takao teve uma carreira sem incidentes durante seus primeiros anos de serviço. Ele foi designado para servir no Distrito Naval de Yokosuka junto com seus três irmãos, formando a 4ª Divisão da 2ª Frota. Suas atividades na década de 1930 consistiram principalmente de exercícios e treinamentos de rotina. Entretanto, a embarcação sofria de problemas de estabilidade por seu projeto muito pesado acima da linha d'água, assim ele passou por reformas entre 1938 e 1939. Depois de voltar ao serviço, o navio passou 1940 e o início de 1941 patrulhando águas próximas da China.
Na Segunda Guerra Mundial, ele participou da invasão das Filipinas em dezembro de 1941 e no ano seguinte esteve presente na Batalha do Mar de Java, na Campanha das Ilhas Aleutas e em confrontos da Batalha de Guadalcanal. O navio fez parte da Força Central na Batalha do Golfo de Leyte em outubro de 1944, quando foi torpedeado duas vezes e forçado a recuar até Singapura. Não foi consertado totalmente e se tornou uma bateria antiaérea flutuante. O Takao foi tomado pelo Reino Unido depois do fim da guerra e afundado como alvo de tiro em outubro de 1946.